# 1026
1026 (MXXVI) je bilo navadno leto, ki se je po julijanskem koledarju začelo na soboto.

## Dogodki
- Konrad II. je v Milanu kronan za italijanskega kralja.
- Henrik III., najstarejši sin Konrada II. postane bavarski vojvoda.
- Ker si je aktualni dož Otto Orseolo poskušal utrditi oblast z nepotizmom, ga Benečani odstavijo. Nasledi ga Pietro Barbolano kot 28. beneški dož.
- Bitka pri ustju reke Helgeå: pomorska bitka med Anglo-Danci, ki jih je vodil kralj Knut Veliki na eni strani ter združenimi Norvežani (kralj Olaf II.) in Švedi (kralj Anund Jakob) na drugi strani. Razlog za bitko je bil, da so Švedi in Norvežani izkoristili Knutovo preokupiranost z Anglijo in pogosteje vpadali na Dansko. Knutu kljub neugodni zasedi, v katero je padla njegova flota, uspe premagati nasprotnika in si zagotoviti mir.

## Rojstva
- Tostig Godwinson, anglo-saksonski grof Northumbrije († 1066)

## Smrti
- 21. september - Oton-Viljem, burgundski grof (* 958)
- Friderik II., grof Bara, vojvoda Zgornje Lorene
- Henrik V., bavarski vojvoda in luksemburški grof
- Rihard II., normandijski vojvoda (* 978)